# HD 15694
HD 15694，又名BD+01 438，SAO 110589、HR 737，是一颗恒星，视星等为5.25，位于銀經166.25，銀緯-51.98，其B1900.0坐标为赤經2h 26m 19.7s，赤緯+1° -51.98′ 27″。